# Karol Górski

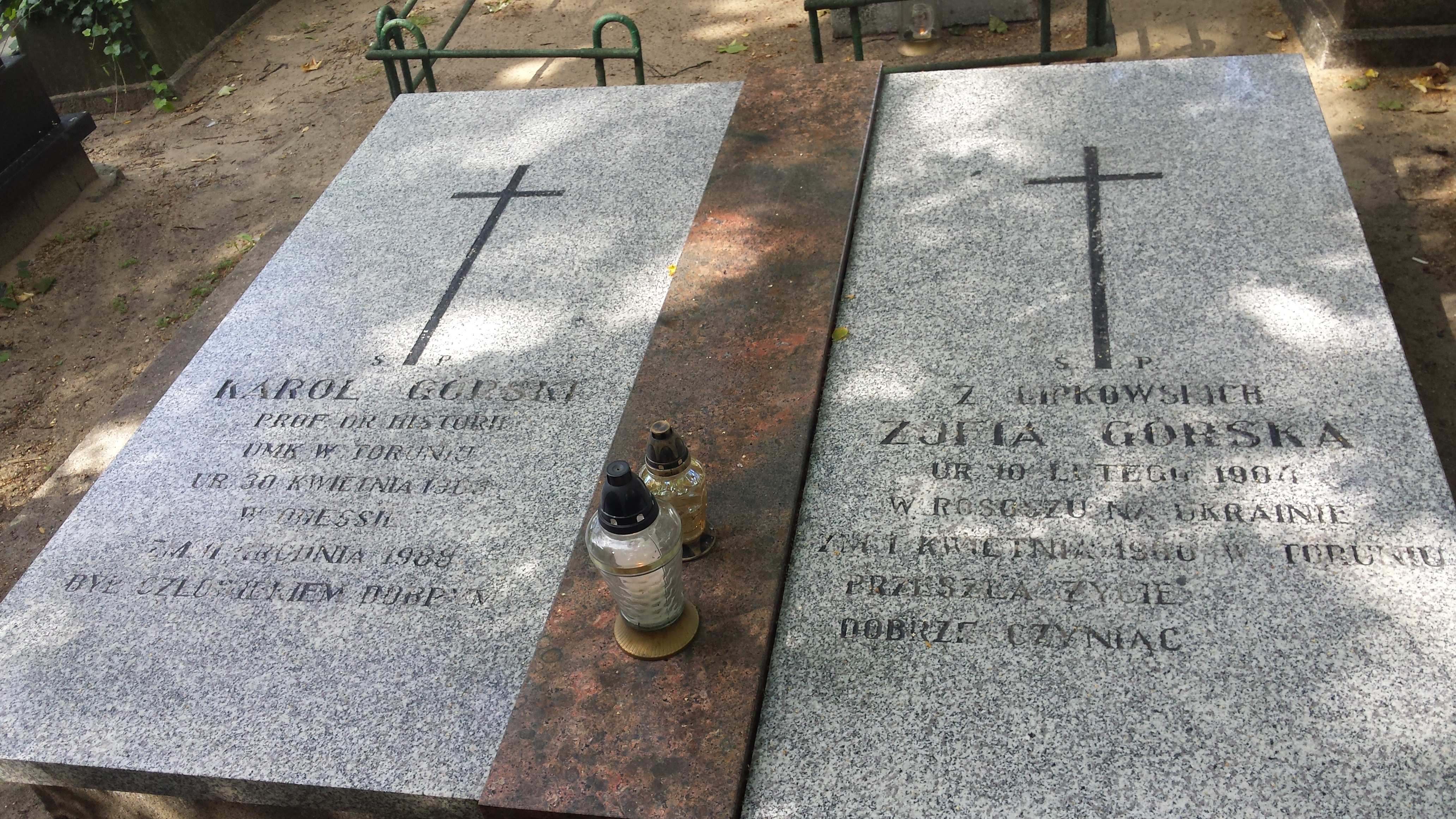
Grób prof. Karola Górskiego na cmentarzu św. Jerzego

Karol Górski (ur. 17 kwietnia?/30 kwietnia 1903 w Odessie, zm. 11 grudnia 1988 w Toruniu) – polski profesor historii, działacz katolicki.

## Życiorys
Syn Kazimierza i Anastazji z bar. Stahl. Dzieciństwo spędził w Odessie. W 1919 roku rodzina Górskich przeprowadziła się do Warszawy, tam Karol kontynuował naukę w prywatnym gimnazjum Kazimierza Kulwiecia. Od młodzieńczych lat związany z organizacjami katolickimi, m.in. ze Stowarzyszeniem Katolickiej Młodzieży Akademickiej „Odrodzenie” i Akcją Katolicką.
W 1920 jako ochotnik wziął udział w wojnie polsko-bolszewickiej.
Po zdaniu matury w 1921 roku podjął studia historyczne na Uniwersytecie Jagiellońskim. Zainteresowania badawcze rozwijał pod kierunkiem prof. Romana Grodeckiego i prof. Władysława Semkowicza. Studia zakończył w 1925 roku, rozprawa dyplomowa Ród Odrowążów w wiekach średnich obroniona 9 marca 1927 roku stała się podstawą do uzyskania stopnia doktora.
W latach 1927–1928 odbywał służbę wojskową w Grudziądzu.
W 1932 habilitował się na Uniwersytecie Poznańskim. W kolejnych latach odgrywał istotną rolę w życiu edukacyjnym i uniwersyteckim Poznania, nauczając historii oraz poświęcając się badaniom historii Zakonu Krzyżackiego, wpisanej w losy ziemi pomorskiej. W 1933 roku została zatwierdzona rozprawa habilitacyjna Górskiego Pomorze w dobie wojny 13-letniej. Podróż do Włoch i Szwajcarii, którą odbył w 1938 roku, także przyczyniła się do rozbudzenia zainteresowania kulturą wieków średnich.
Podczas kampanii wrześniowej 1939 roku jako oficer kawalerii uczestniczył w walkach i został odznaczony srebrnym Krzyżem Virtuti Militari. Przebywając w obozie jenieckim w Brunszwiku, a potem w Woldenbergu, prowadził wykłady z historii Polski.
Rok akademicki 1945/1946 rozpoczyna długoletni związek Górskiego z toruńskim środowiskiem uniwersyteckim. Jesienią 1956 r. założył Klub Inteligencji Katolickiej w Toruniu. Mianowany profesorem 3 listopada 1957 roku, zostaje kierownikiem Katedry Historii Powszechnej Starożytnej i Średniowiecznej Uniwersytetu Mikołaja Kopernika. W latach 1959–1963 pełnił funkcję dyrektora Instytutu Historii.
Oprócz prowadzonych przez całą karierę naukową badań dotyczących Pomorza Wschodniego po 1466 r., strefy bałtyckiej oraz historii państwa i zakonu krzyżackiego. Górski zajmował się także między innymi – często były to działania prekursorskie – historią życia duchowego (Zarys dziejów katolicyzmu polskiego) i edytorstwem źródeł historycznych. W archiwach watykańskich prowadził badania kopernikańskie. Poprzez udział w spotkaniach polskich i niemieckich historyków przyczynił się do wprowadzenia tematyki krzyżackiej do dyskursu międzynarodowego.
Karol Górski należał do tych nielicznych historyków polskich, których można zaliczyć do grona uczonych europejskich.

## Wyróżnienia
W 1979 otrzymał doktorat honoris causa Uniwersytetu Mikołaja Kopernika, 5 lat później takie samo wyróżnienie nadał mu Uniwersytet Wrocławski.
W 1980 otrzymał Nagrodę im. Księdza Idziego Radziszewskiego Towarzystwa Naukowego KUL za rok (1979), za całokształt dorobku naukowego w duchu humanizmu chrześcijańskiego.
Badania naukowe profesora zostały docenione także przez zagraniczne środowiska uniwersyteckie. Karol Górski w 1970 roku został członkiem Akademii Mediewistycznej Uniwersytetu Harvarda, w 1979 roku Królewskiej Duńskiej Akademii Nauk. W czasie swojej kariery naukowej wielokrotnie wykładał na zagranicznych uczelniach, m.in. w Bonn, Kopenhadze, Londynie, Oxfordzie, Cambridge, Grenoble, Bolonii i Ferrarze.

## Dzieła
- K. Górski, Autobiografia naukowa, Toruń, Wydawnictwo UMK 2003.
- K. Górski, A. Bazielich CSsR, Robimy nie dla siebie, ani dla względu ludzkiego, ale dla zasady. Korespondencja 1952–1988, Toruń, Wydawnictwo UMK 2006.
- K. Górski, Społeczne podstawy kultury, Toruń, Wydawnictwo UMK 2006.
- K. Górski, Zarys dziejów katolicyzmu polskiego, Toruń, Wydawnictwo Naukowe UMK 2008.
- K. Górski, Mikołaj Kopernik. Środowisko społeczne i samotność, Toruń, Wydawnictwo Naukowe Uniwersytetu Mikołaja Kopernika 2012
- K. Górski, Zakon krzyżacki a powstanie państwa pruskiego, Ossolineum, 1977
- K. Górski, Ustrój państwa i zakonu krzyżackiego, Wydawnictwa Instytutu Bałtyckiego, Gdynia, 1938
- K. Górski, Państwo krzyżackie w Prusach, Gdańsk-Bydgoszcz, 1946

Na prośbę Stanisława Kota napisał hasło Krzyżacy do Encyklopedii staropolskiej Brücknera wydanej w latach 1937–1939.